# Mackay, Idaho
Mackay är en ort i Custer County, Idaho, USA. Enligt folkräkningen från 2010 bor 517 personer på orten. Fredagen den 28 oktober 1983 inträffade en jordbävning, Borah Peak-jordbävningen, som orsakade relativt stor skada i Challis-Mackay-området. I Mackay skadades de flesta större byggnader på huvudgatan.